# ジャイロジェット・ピストル
ジャイロジェット（Gyrojet）は、1960年代初めにアメリカ合衆国のMBアソシエイツ社が開発した小型ロケットランチャーである。ピストルやカービンなどのモデルがあり、その名が示すように小火器と同程度の大きさだった。

## 概要
1960年、アメリカ合衆国の核兵器研究者ボブ・マインハート（Bob Mainhardt）と銃器設計者アート・ビール（Art Biehl）が、先進的なロケット兵器の開発のためにMBアソシエイツ社（MB Associates, MBA）を創業した。当初計画されていたのは小型の手持ち式信号弾発射器だったが、軍への売り込みを想定し、ロケットランチャーへと設計の転換が行われた。こうして作られたのがジャイロジェットファミリーである。これらのロケットランチャーは非常に軽量かつ威力に優れ、反動も銃声もなく、誰でも使用することができるとされていた。
1968年、新たな銃規制法（1968年銃規制法）において、.50口径を超える発射体は「破壊的装置」（destructive devices）と区分された。ジャイロジェットの口径は13mm、すなわち.511インチであったため、新たな規制に適応したやや小口径の12mmモデルが設計された。以後、13mmモデルはマーク1、12mmモデルはマーク2と呼ばれることになる。後にアルコール・タバコ・火器及び爆発物取締局は13mmロケット弾を破壊的装置の区分から除外したため、マーク1も他の銃器と同様に所持・販売が行えるようになった。
ロケット弾の特性上、銃口初速が極めて低く、射撃精度も劣悪だった上、1発あたりの価格も非常に高価だった。商業的な成功を収めることはなかったが、MBAでは販売が終了する1969年まで改良が試みられていた。最終的には60種類もの派生型が構想され、ロケット弾も7mmから55mmスウォームロケット（ミサイルの撃墜に用いることを想定していた）までの各種が提案された。生産数は全てのモデルを合わせても1,000丁未満とされる。ほとんどの派生型は構想のみの存在だったが、実際に製造されたものとしては、比較的よく知られたジャイロジェット・ピストルおよびカービンのほか、M16小銃への対抗を目的に設計されたジャイロジェット・ライフル、水中銃であるランスジェット（Lancejet）などもあった。
ベトナム戦争中、アメリカ陸軍の特殊部隊（SOG）が少数のジャイロジェット・ピストル（マーク1）を用いた。これは消音性が宣伝されていたことから調達されたものであった。SOG隊員として最初に名誉勲章を受章したジョージ・K・シスラー中尉は、戦死することになる際の戦闘でジャイロジェット・ピストルを使用した。また、シスラーのジャイロジェット・ピストルは後に回収され、別の名誉勲章受章者フランクリン・D・ミラー曹長によって使用されたとも言われている。
ソビエト連邦もこの特異な火器に関心を持っていた。1966年4月15日には身分を秘匿したロシア人情報将校らがアメリカの銃砲店を訪れ、ジャイロジェット・ピストルの購入を試みた。彼らはピストル本体を買うことはできなかったものの、ロケット弾を入手することには成功した。

## 構造

撃発の構造

設計は専用の小型ロケット弾を中心に行われた。カートリッジは真鍮製で、固体ロケット燃料が収められている。尾部に4個の噴射口を持ち、適切に燃焼すれば回転し、ジャイロ効果によって安定する。口径にはいくつかのバリエーションがあるが、広く知られるのは12mm弾と13mm弾で、これらのサイズは.45ACP弾と同程度だった。
ロケット弾はその構造上「発射された直後は十分な加速が行われていないため、弾速が非常に低く、ほとんど威力が発揮されない」という問題があり、満足な威力が発揮されるには十分に加速された後でなければならない。具体的には10フィート未満の距離ではほとんど威力がなかったのだが、これは通常のピストルにとっての理想的な距離での使用に適さないことを意味していた。また、ロケット弾には不良品が多く、これは不発率の高さや精度への悪影響を招いた。適切に発射された場合、ロケット弾は15-60フィートの範囲で.45ACP弾（ラウンドノーズ）と類似の弾道を示した。
銃自体の構造はきわめて簡素である。プレス製造のフレームは主にザマック合金製で、薄い銃身はスチール製だった。固定式の6連発弾倉を備え、上部から装填を行う。リアスライドを備えるが構造上排莢は行われず、ロケット弾の装填および取り出しの際にのみ手動で開閉する。
ハンマーはトリガーの真上にあり、ロケット弾の先端を叩くようになっている。この衝撃でロケット弾の尾部が固定のファイアリングピンにぶつかり着火、ハンマーを押しのけてバレルから発射される。この際にハンマーはコックされ次弾がマガジンからせり出すという仕組みになっている。

## 登場作品

### 映画
『007は二度死ぬ』
公安忍者部隊の装備としてピストル型・カービン型・ライフル型が登場。弾薬として通常弾と爆裂弾が描写されている。ピストル型は、姫路城での訓練シーンとクライマックスの秘密基地での戦闘シーンにてタイガー田中が使用する。ライフル型は、クライマックスの秘密基地での戦闘シーンにて公安忍者部隊員たちが使用する。カービン型は訓練シーンでボンドに各種ジャイロジェット兵器を見せるカットのみの登場で、発砲はなし。

### ゲーム
『バイオハザード ヴィレッジ』
ロケットピストルMk1という名前でピストル型が登場。最高難易度「Village of Shadows」クリア後にEXTRA CONTENT SHOPにて『80,000CP』で交換可能。交換後、武器商人のデュークから『1,500Lei』で購入できる。また、弾数無限化は『100,000CP』で交換可能